# عمه الأصابع
عمه الأصابع (بالإنجليزية: Finger agnosia)‏ الذي تعرف عليه لأول مرة جوزيف غيرستمان في عام 1924، هو فقد القُدرة على «تمييز الأصابع أو معرفة أسمائها أو إدراكها»  لا يقْتَصِر هذا المرض على أصابع المريض فقط، ولكن ينطبق أيضًا على أصابع الآخرين وأي صور ورسومات أخرى للأصابع. ويُعتبر هذا العمه أحد الأعراض الرباعية لمُتلازِمة غيرستمان، على الرغم من احتمالِية وجوده بمُفرده دون أن يكون مصحوبًا باضطرابات أخرى. وعادةً ما تتسبب الآفات الموجودة في التَّلْفيف الزَّاوِيّ الأيسر والمناطق الجِدارِيَّة الخلفِيَّة في الإصابة بعمه الأصابع.agnosia.

## الأسباب
تقترن الآفات في التلفيف الزاوي الأيسر بعَمَه الأصابع، بالإضافة إلى الأعراض الأخرى لمُتلازِمة غيرستمان، المعروفة أيضًا باسم مُتلازِمة التلفيف الزاوي. وفي دراسةٍ أجراها روسكوني وآخرون، استخدم التحفيز التِكرَّاريّ المغناطيسي عبر القحف الدماغي في الأفراد الأصحاء لتحفيز عَمَه الأصابع. وقد نتج عن تحفيز الثلم داخل الفَصّ الجِدارِيّ والتَّلْفيف فوق الهامِشِيّ، بالإضافة إلى التَّلْفيف الزَّاوِيّ الأيسر والأيمن والمناطق الجَدارِيَّة الخلفيَّة صعوبات في تَسمية الأصابع وإدراكها وتمْيِّيزها.

## السمات
قد يجد المرضى المُصابون بعَمَه الأصابع صعوبة في تحريك الأصابع بشكلٍ انتقائيّ, بغضّ النظر عمَّا إذا كانت تلك الحركة ناتجة عن أمر أو تقليد. كذلك، قد يعاني بعض المرضى من عدم القدرة على تسمية أصابع الآخرين أو الإشارة إليها أو الإشارة إلى نفس الإِصبع في اليَدِ الأخرى. ويتمكن الأشخاص المصابون بعمه الأصابع من تسمية الإِصبع والإشارة إليه عندما تكون لديهم القدرة على استخدام التوجيه البَصَرِيّ، ولكنهم سيرتكبون أخطاءً أكثر من الشخص الذي لا يُعاني من هذا الاضطراب. وحينما تكون يَدِهم خارج نطاق الرؤية ويُطْلب منهم تسمية الإصبع الذي لمسوه، فلا تكون لديهم القُدرة على فعل ذلك ويُنَفِّذوا ما طُلِب منهم اعتمادًا على الحظ والمصادفة.

## عَمَهُ الأصابع بدون متلازمة غيرستمان
على الرغم من أن عمه الأصابع يعد مكونًا أساسيًا في مُتلازِمة غيرستمان، فقد تمَّ رصد الإصابة بمرض عَمَه الأصابع بمفرده. وقد أبلغت ديلا سالا وآخرون عن إحدى السيدات التي أُصيبت بسَكْتة دِماغِيَّة في المنطقة الجِدارِيَّة الخلفيَّة تحت القِشْرِيَّة وكانت تُعاني من عَمَهُ الأصابع فقط منذ عامٍ ونصف.

## تعذر الحِساب وعَمَه الأصابع
ثَمَّة رابِط قويّ بين تَعَذُّر الحساب وعمه الأصابع. في مرحلة النُمُو المُبَكِّر، يبدأ الإنسان بالحِساب باستخدام أصابعه، كما أن الترتيب الذي نَتَّبُعه في الحساب يكون مُمَيَّزًا للغاية ويوجد في مجموعة مُتنَوِّعة من الحضارات المُختلفة. كذلك، فإن استخدام النظام العدَدِّيّ للأعداد العشرة الأساسية شائع في العديد من الحضارات. لقد كان غيرستمان يعتقد أنَّ الأمر ليس مُصادفة حيث إنَّ كلمة خانة (digit) تعني كلاً من الإصبع وأي رقم عددي.
واقترح روسكوني وآخرون أنَّ هاتين الحالتين تظهران معًا حيثُ إنَّهما قريبان من بعضهما في المنطقة القشرية. وفي دراسةٍ تم إجراؤها عام 2005 على التحفيز المغناطيسي التكراري تحت القحف (rTMS), لاحظوا ظهور كلٍ من عَمَه الأصابع وتَعَذُّر الحِساب في الأشخاص الذين خضَّعوا للاختبار وذلك عندما تمَّ تخفيز الثلم داخل الفص الجداري. واستنتجوا أنَّ المناطق التي تُسَبِّب بشكلٍ ضمنيّ عَمَه الأصابع وتَعَذُّر الحساب تُعتبر مُجاوِرة إلى أقصى حد لبعضها البعض، لكنها متميزة عن بعضها. وتستقبل هذه المناطق الدمّ من نفس فرع الشريان المُخِيّ الأوسط، وأي ضرر يحدث لإمداد الدمّ قد يؤدي إلى الإصابة بكلٍ من تَعَذُّر الحساب وعَمَه الأصابع.

## المعالجة وتوقعات سير المرض
كما يحدث في الكثير من حالات العَمَه، يجد الأشخاص الذين يُعانون من هذا الاضطراب مُشكلة في إدراك أخطائهم ونادرًا ما يقومون بتصحيحها.
ولا يوجد عِلاج معروف لمرض عَمَه الأصابع. وإجمالاً, لا يَتَسَبَّب عَمَه الأصابع بصعوبات في مُجْرَيات الحياة اليوميَّة. في أغلب الحالات، بإمكان التوجيه البَصَرِيّ المساعدة في مُواجهة أيَّة صعوبة سواء كان في تَمْيِّيز الأصابع أو تحريك الإصبع المُناسب.